# يان غرير
يان غرير (بالإنجليزية: Ian Greer)‏ هو مدرس بريطاني، ولد في 16 أبريل 1958.